# ویلیام کامینگ رز
ویلیام کامینگ رز (انگلیسی: William Cumming Rose؛ ۴ آوریل ۱۸۸۷ – ۲۵ سپتامبر ۱۹۸۵ (۹۸ ساله)) یک دانشمند در زمینه زیست‌شیمی و تغذیه اهل ایالات متحده آمریکا بود.
وی همچنین برنده جوایزی همچون کمک هزینه گوگنهایم و نشان ملی علوم شده است.